# Aidan O’Donnell
Aidan O’Donnell (* um 1980 in Glasgow) ist ein britischer Jazzmusiker (Kontrabass).

## Wirken
O’Donnell studierte zwischen 1999 und 2003 Jazz-Bass am Birmingham Conservatoire. Nach Abschluss seines Bachelorstudiums kehrte er nach Schottland zurück, um als Mitglied sowohl dem Tommy Smith Quartett als auch dem Colin Steele Quintett anzugehören. Im November 2003 zog er nach London, wo er Mitglied im Quartett von Alan Skidmore wurde, aber auch mit einer Vielzahl von Musikern freischaffend arbeitete. Er trat mit Gastkünstlern wie Dave Binney oder Charles McPherson auf. Seit 2008 studierte er bei John Patitucci am City College in New York, wo er seitdem lebt. Er trat in New York mit Steve Kuhn, Ben Monder, David Berkman und Darol Anger auf. Mit dem Trio von Kuhn konzertierte er auch auf dem Festival International de Jazz de Montréal und in Europa. Er ist auf Alben mit Colin Steele, Frank Harrison, Alan Skidmore, Maeve Gilchrist, Frank Perowsky, dem JC Sanford Orchestra, Jeff Hirshfield/Rainer Böhm, Jon De Lucia/Ted Brown und Michika Fukumori zu hören. 2022 veröffentlichte er mit seinem Trio, zu dem die Trompeterin Kelly Bray und der Schlagzeuger Brandon Terzakis gehörten, das Album Getting Pulled Up bei Phonoemulsion Records.